# Edward Shepherd
Pour les articles homonymes, voir Shepherd.
Edward Shepherd est un architecte britannique, né vers 1692 et mort en 1747. Il est l'un des concepteurs majeurs de l'architecture georgienne.
On lui doit notamment le réaménagement du quartier de Mayfair à Londres.

## Réalisations
Shepherd a notamment travaillé sur les projets suivants :
- Cannons, une maison construite pour James Brydges dans le Middlesex (1723-25, maintenant détruite) ;
- des maisons sur le Cavendish Square, à Londres (1724-28) ;
- le presbytère du Grand Stanmore, dans le Middlesex ;
- des maisons de la Brook Street, à Londres (1725-29) ;
- des maisons sur le St James's Square, à Londres (1726-28), incluant le numéro 4, le Naval and Military Club, ainsi que l'ancienne maison de Nancy Astor, de 1912 à 1942 ;
- des bâtiments construits pour James Brydges sur le Grosvenor Square, à Londres (≈1728-30), maintenant détruites) ;
- le Goodman's Fields Theatre, situé dans la Ayliffe Street, dans le quartier de Whitechapel, à Londres (ouvert en 1732, démoli en 1746) ;
- le Theatre Royal…